# 阿梅里克斯 (科羅拉多州)
阿梅里克斯（英語：Americus）是位於美國科羅拉多州查菲縣的一個非建制地區。該地的面積和人口皆未知。

## 地理
阿梅里克斯的座標為38°54′09″N 106°09′56″W / 38.90250°N 106.16556°W，而該地的平均海拔高度為2499米（即8200英尺）。